# Selim Sivad: A Tribute to Miles Davis
Albums de World Saxophone Quartet
Takin' It 2 the Next Level
(1996) M'Bizo
(1998)
Selim Sivad: A Tribute to Miles Davis est un album de jazz du groupe World Saxophone Quartet paru en 1998 sur le label canadien Justin Time. La plupart des compositions sont de Miles Davis et sont interprétées par les saxophonistes Hamiet Bluiett, David Murray, John Purcell et Oliver Lake. Quatre batteurs collaborent également à l'enregistrement : Jack DeJohnette, Chief Bey, Okyerema Asante et Titos Sompa.

## Réception
Tim Sheridan sur AllMusic indique que parmi le grand nombre d'albums rendant hommage à la musique de Miles Davis, « celui-ci est intéressant pour la simple raison que le quartet de saxophone essaye d'évoquer l'esprit de sa musique sans utiliser de trompette ». Il ajoute également que l'intégration de la batterie africaine et de kalimba, offre une couleur particulière en relevant cette musique.

## Titres
| N° | Titre                 | Compositeur                                                            | Arrangement    | Durée |
| -- | --------------------- | ---------------------------------------------------------------------- | -------------- | ----- |
| 1. | Seven Steps To Heaven | Miles Davis, Victor Feldman                                            | David Murray   | 6:12  |
| 2. | Selim                 | Miles Davis                                                            | John Purcell   | 7:30  |
| 3. | Freddie Freeloader    | Miles Davis                                                            | Hamiet Bluiett | 6:48  |
| 4. | The Road to Nefertiti | Hamiet Bluiett, Oliver Lake, John Purcell, David Murray, Wayne Shorter | WSQ            | 9:59  |
| 5. | Tutu                  | Marcus Miller                                                          | Oliver Lake    | 6:52  |
| 6. | Blue in Green         | Miles Davis, Bill Evans                                                | John Purcell   | 5:31  |
| 7. | All Blues             | Miles Davis                                                            | Hamiet Bluiett | 9:50  |

## Enregistrement
Les titres sont enregistrés le 2 et 3 mars 1998 au studio Sound on Sound à New York par l'ingénieur Ian Terry. Les morceaux sont mixés le 6 mars au studio River Sound à New York par Joe Ferla.
| Musicien        | Instrument                                      |  | Équipe technique            |                          |
| --------------- | ----------------------------------------------- |  | --------------------------- | ------------------------ |
| Hamiet Bluiett  | saxophone baryton, clarinette contrebasse       |  | Jim West                    | producteur               |
| John Purcell    | saxophone, flute alto                           |  | Ian Terry                   | ingénieur                |
| David Murray    | saxophone ténor, clarinette basse               |  | Fernando Natalici, Jim West | photographie             |
| Oliver Lake     | saxophone alto, flute                           |  | Graphic Junction            | graphique                |
| Jack DeJohnette | batterie, piano                                 |  | Andrew Jones                | liner notes (avril 1998) |
| Chief Bey       | batterie africaine                              |  |                             |                          |
| Okyerema Asante | batterie africaine, percussions, kalimba        |  |                             |                          |
| Titos Sompa     | batterie africaine, percussions, kalimba, chant |  |                             |                          |